# Tishreen Sports Club

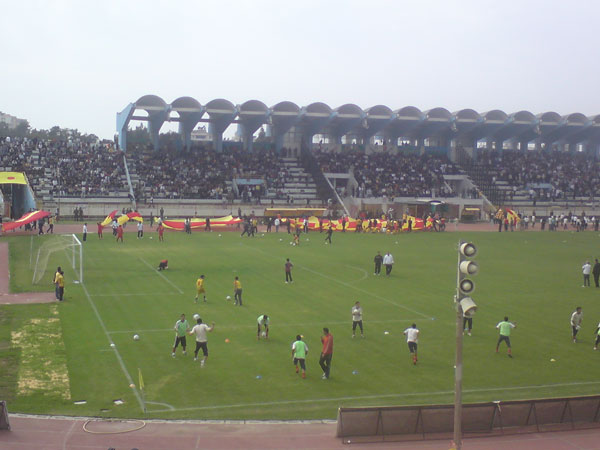
Estádio Municipal em Latakia, na Síria

O Tishreen Sports Club é um clube de futebol com sede em Latakia, Síria. A equipe compete no Campeonato Sírio de Futebol.

## História
O clube foi fundado em 1947.